# WTA Finals 2022 – Simplu
Finala WTA 2022 la simplu feminin are loc la sfârșitul lunii octombrie/noiembrie 2022, ca turneul final al sezonului profesionist feminin.  În competiția de simplu a Turneului Campioanelor, disputat pentru prima dată la Fort Worth, Texas, au intrat cele mai bine clasate opt jucătoare din clasamentul Race to the WTA Finals, calculat de la începutul sezonului calendaristic. Găzduirea permanentă a turneului pentru perioada 2019-2030 a fost atribuită Shenzhen, China. Anul precedent, însă, a avut loc la Guadalajara, Mexic, din cauza anulării turneelor asiatice, iar anul acesta are loc la Fort Worth, Texas.
Garbiñe Muguruza a fost campioana en-titre, dar nu s-a calificat la turneu deoarece a încheiat anul mai jos de locul 50 în clasament.
Tragerea la sorți pentru competiția de simplu a avut loc vineri, 28 octombrie 2022. Numele grupelor au fost denumite după două jucătoare de tenis americane, Tracy Austin și Nancy Richey. Premiile pentru proba de simplu au însumat 5 milioane de dolari.
Participarea din anul precedent a fost susținută doar de numărul unu mondial Iga Świątek, de Maria Sakkari și de Arina Sabalenka. Tunisianca Ons Jabeur, americancele Jessica Pegula și Coco Gauff și rusoaica Daria Kasatkina își fac debutul la acest eveniment. Gauff, în vârstă de 18 ani, a devenit cea mai tânără participantă la Turneul Campioanelor de la Maria Șarapova în 2004. Rusoaica Veronika Kudermetova și americanca Madison Keys joacă rolul de înlocuitoare.
Caroline Garcia a învins-o pe Arina Sabalenka în finală, cu 7–6(7–4), 6–4 pentru a câștiga titlul feminin de simplu la finala WTA 2022. Garcia a devenit prima franțuzoaică care a câștigat campionatul de sfârșit de sezon de la Amélie Mauresmo în 2005.

## Capi de serie
1. Iga Świątek (semifinale, 750 de puncte, 470.000 $)
2. Ons Jabeur (faza grupelor, 500 de puncte, 220.000 $)
3. Jessica Pegula (faza grupelor, 375 de puncte, 110.000 $)
4. Coco Gauff (faza grupelor, 375 de puncte, 110.000 $)
5. Maria Sakkari (semifinale, 750 de puncte, 470.000 $)
6. Caroline Garcia (campioană, 1375 de puncte, 1.460.000 $)
7. Arina Sabalenka (finală, 955 de puncte, 640.000 $)
8. Daria Kasatkina (faza grupelor, 500 de puncte, 220.000 $)

## Tabloul principal

#### Explicația simbolurilor
- Q = calificare
- WC = Wild card
- LL = Lucky loser
- Alt = înlocuitor
- SE = scutire specială
- PR = clasament protejat
- ITF = calificat prin clasament ITF
- JE = junior scutit
- w/o = victorie fără opoziție
- r = retras
- d = descalificat

### Finală
|  | Semifinale | Semifinale      | Semifinale | Semifinale      | Semifinale |   |   | Finală          | Finală | Finală | Finală | Finală |  |
|  |            |                 |            |                 |            |   |   |                 |        |        |        |        |  |
|  | 1          | Iga Świątek     | 2          | 6               | 1          |   |   |                 |        |        |        |        |  |
|  | 1          | Iga Świątek     | 2          | 6               | 1          |   |   |                 |        |        |        |        |  |
|  | 7          | Arina Sabalenka | 6          | 2               | 6          |   |   |                 |        |        |        |        |  |
|  | 7          | Arina Sabalenka | 6          | 2               | 6          |   | 7 | Arina Sabalenka | 64     | 4      |        |        |  |
|  |            |                 |            |                 |            |   | 7 | Arina Sabalenka | 64     | 4      |        |        |  |
|  |            |                 | 6          | Caroline Garcia | 7          | 6 |   |                 |        |        |        |        |  |
|  | 6          | Caroline Garcia | 6          | Caroline Garcia | 7          | 6 | 6 | 6               |        |        |        |        |  |
|  | 6          | Caroline Garcia |            |                 |            |   |   |                 |        |        |        |        |  |
|  | 5          | Maria Sakkari   | 3          | 2               |            |   |   |                 |        |        |        |        |  |

### Grupa Tracy Austin
|   |                 | Świątek  | Gauff         | Garcia             | Kasatkina          | RR C–P | Set C–P    | Game C–P    | Ordine |
| 1 | Iga Świątek     |          | 6–3, 6–0      | 6–3, 6–2           | 6–2, 6–3           | 3–0    | 6–0 (100%) | 36–13 (73%) | 1      |
| 4 | Coco Gauff      | 3–6, 0–6 |               | 4–6, 3–6           | 6–7(6–8), 3–6      | 0–3    | 0–6 (0%)   | 19–37 (34%) | 4      |
| 6 | Caroline Garcia | 3–6, 2–6 | 6–4, 6–3      |                    | 4–6, 6–1, 7–6(7–5) | 2–1    | 4–3 (57%)  | 34–32 (52%) | 2      |
| 8 | Daria Kasatkina | 2–6, 3–6 | 7–6(8–6), 6–3 | 6–4, 1–6, 6–7(5–7) |                    | 1–2    | 3–4 (43%)  | 31–38 (45%) | 3      |

### Grupa Nancy Richey
|   |                 | Jabeur             | Pegula             | Sakkari            | Sabalenka          | RR C–P | Set C–P      | Game C–P       | Ordine |
| 2 | Ons Jabeur      |                    | 1–6, 6–3, 6–3      | 2–6, 3–6           | 6–3, 6–7(5–7), 5–7 | 1–2    | 3–5 (37.5%)  | 35–41 (46.05%) | 3      |
| 3 | Jessica Pegula  | 6–1, 3–6, 3–6      |                    | 6–7(6–8), 6–7(4–7) | 3–6, 5–7           | 0–3    | 1–6 (14.29%) | 32–40 (44.44%) | 4      |
| 5 | Maria Sakkari   | 6–2, 6–3           | 7–6(8–6), 7–6(7–4) |                    | 6–2, 6–4           | 3–0    | 6–0 (100%)   | 38–23 (62.3%)  | 1      |
| 7 | Arina Sabalenka | 3–6, 7–6(7–5), 7–5 | 6–3, 7–5           | 2–6, 4–6           |                    | 2–1    | 4–3 (57.14%) | 36–37 (49.32%) | 2      |